# 西澳大利亚州总督
西澳州總督（英語：Governor of Western Australia）是澳洲君主查爾斯三世在西澳州的全權代表。此職位並無實權。總督按慣例是由國王在諮詢西澳州长後所欽命的。

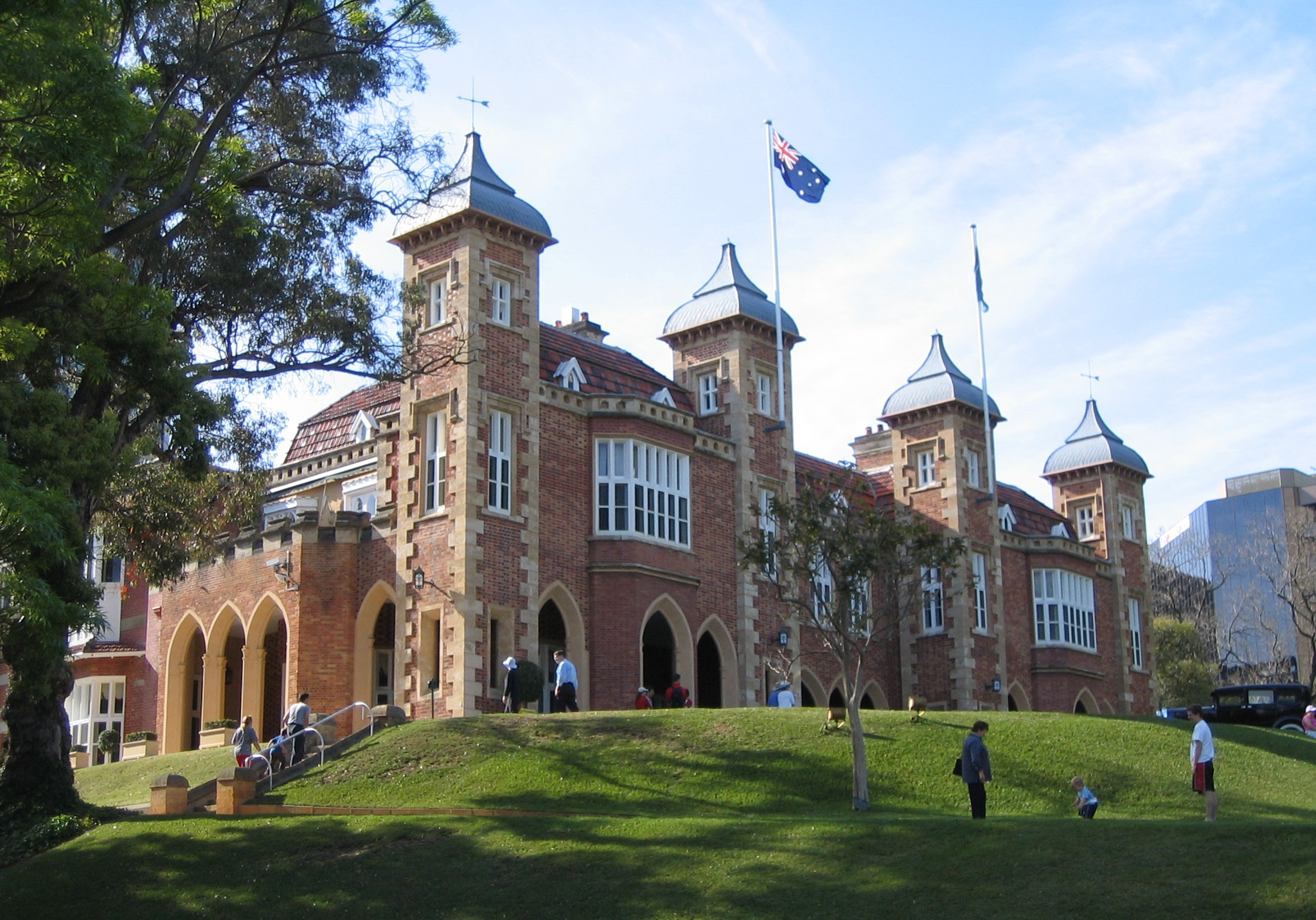
州督府

1953-1988年使用的州督旗

1870-1953年使用的州督旗

此職前身為天鵝河殖民地副總督，並於1831年時改為現稱，當時角色為英國君主和英國政府於西澳州的全權代表。但經歷澳洲聯邦成立、接受西敏法令和《1986年澳洲法令》獲通過，職權逐漸改變為現狀。即西澳州總督不再與英國政府有任何關係，權力也不在日常情況下擅自行使。